# Naga (pueblo)

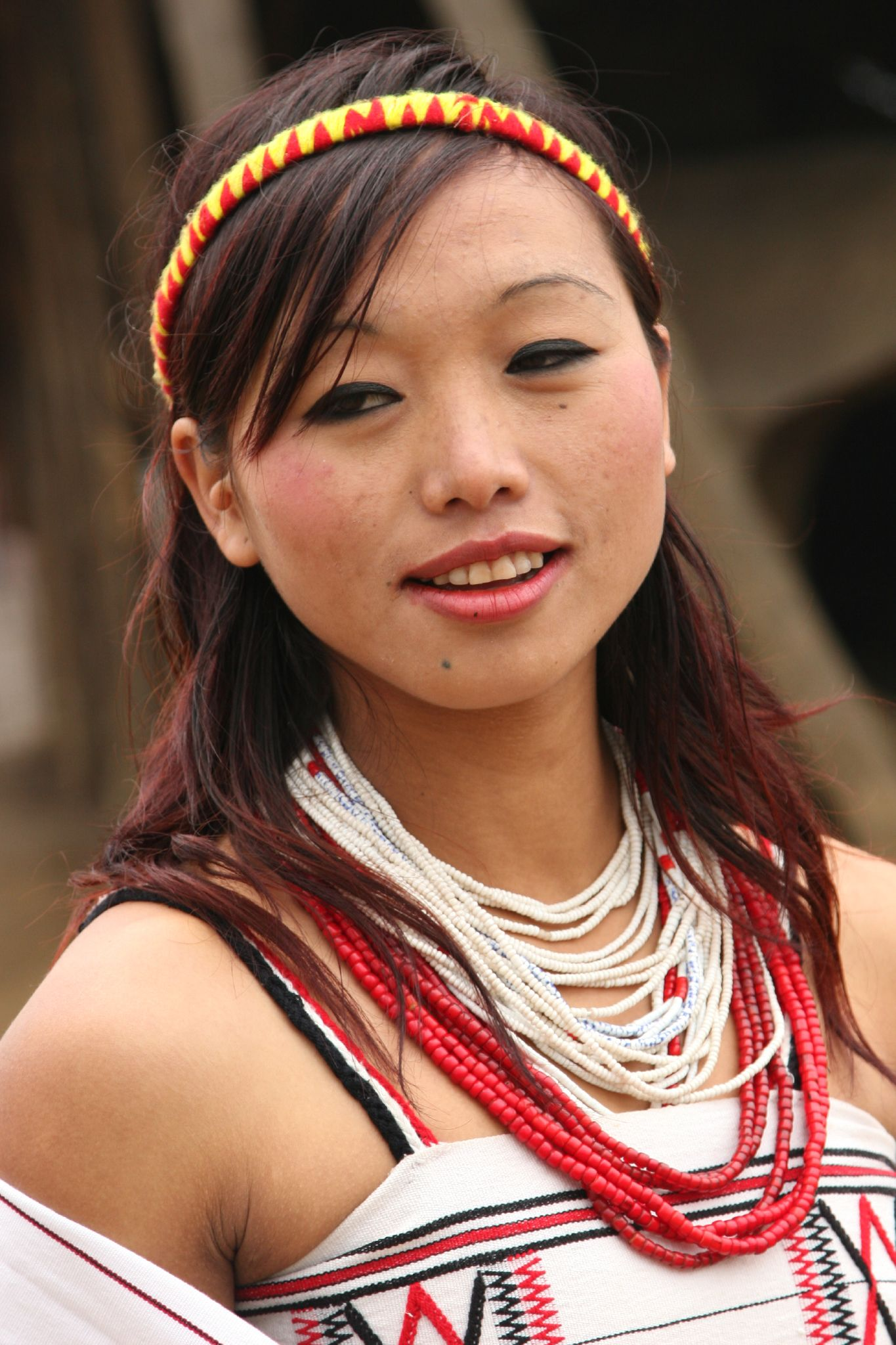
Yimchunger (Yimchungru) Naga

Los Nagas cuentan con más de tres millones de representantes al Noreste de la India, repartidos entre los Estados de Nagaland, de Manipur, de Assam, de Arunachal Pradesh y zonas contiguas de Birmania (Unión de Myanmar). Culturalmente emparentados con pueblos de Yunnan, Birmania, Cordillera de Luzón e interior de Borneo y Sumatra, sus lenguas y dialectos pertenecen a la familia de las lenguas tibéto-birmanas.

## Cultura

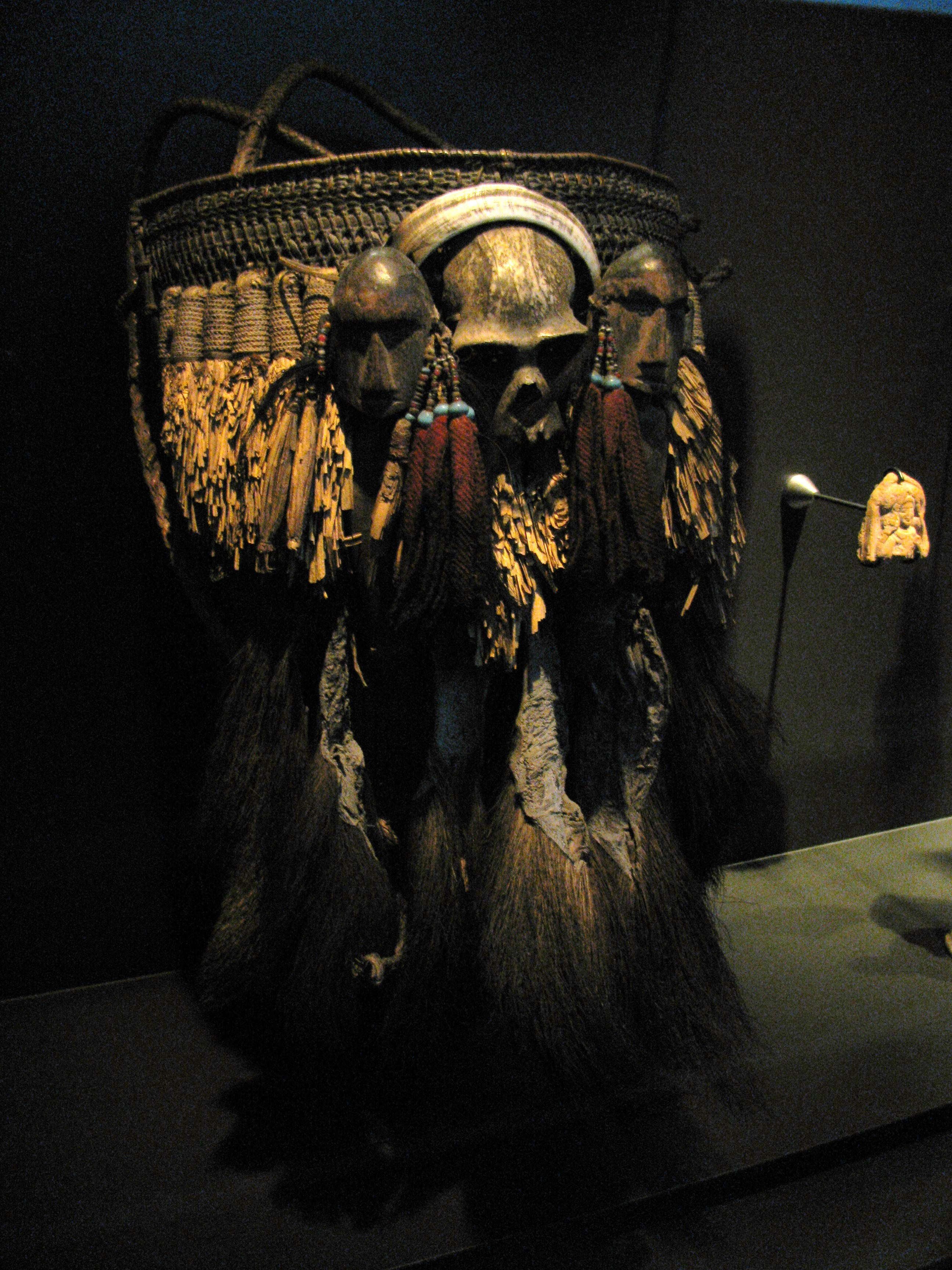
Canasta de ceremonia Konyak con cráneo de mono

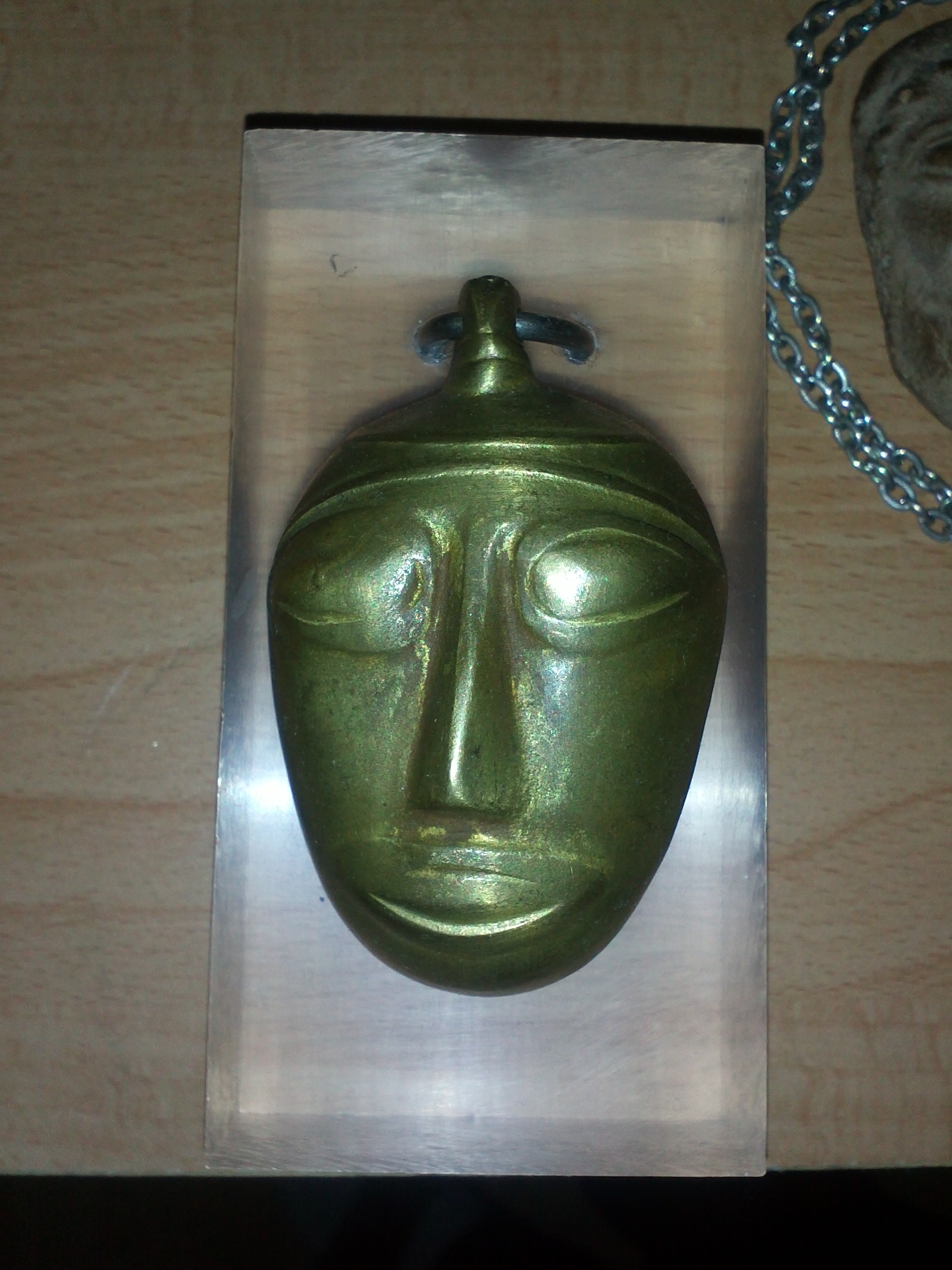
Distintivo de jerarquía naga en laton (detalle)

Sus estructuras sociales y religiosas, variables según las tribus,  permanecieron prácticamente inalteradas antes de la llegada de los misioneros cristianos desde finales del siglo XIX (esencialmente de los baptistas). En la actualidad, la población está evangelizada en más del 90% en Nagaland (la tasa más elevada de India, junto a Mizoram).
La práctica del tatuaje, actualmente en decadencia incluso entre los konyaks, jugó un papel importante en su cultura tradicional. La costumbre de cortar cabezas en las escaramuzas con aldeas enemigas y preservar los cráneos fue prohibida en los años cincuenta. 
Los pueblos nagas estaban rodeados de empalizadas defensivas. Existían unas construcciones particulares de madera y bambú, llamadas morung, una para los chicos y otra para las chicas, donde pasaban su adolescencia, hasta que la abandonaban para empezar a vivir en pareja.

## Lista de las tribus Nagas
Los Nagas están divididos en 30 tribus, algo más de la mitad de las cuales se ubican en Nagaland.
- Angami
- Ao
- Chakesang
- Chang
- Katcha
- Khiamnungan
- Konyak
- Liangmei
- Lotha
- Phom
- Pochuri
- Mao
- Maram
- Nocte
- Poumai
- Rengma
- Rongmei
- Sangtam
- Sumi
- Tangsa
- Tangkhul
- Tutsa
- Wancho
- Yimchunger
- Zemei
- Zeliangrong

## Anexos